# Hol vagytok, székelyek?
Hol vagytok, székelyek? je hudební album skupiny Kárpátia. Vydáno bylo v roce 2003.

## Seznam skladeb
1. „Hol vagytok székelyek“
2. „Hazám Hazám (Bánk Bán)“
3. „Valahol tőled távol“
4. „Messze idegenbe“
5. „Trombita szó“